# Metriocnemus acutus
Metriocnemus acutus är en tvåvingeart som beskrevs av Ole Anton Saether 1995. Metriocnemus acutus ingår i släktet Metriocnemus och familjen fjädermyggor.
Artens utbredningsområde är Norge. Arten har ej påträffats i Sverige. Inga underarter finns listade i Catalogue of Life.